# Бранешты (Молдова)
Бранешты, Брэнешть (рум. Brăneşti) — село в Оргеевском районе Молдавии. Наряду с сёлами Иванча и Фурчены входит в состав коммуны Иванча.

## География
Село расположено на высоте 98 метров над уровнем моря.

## Население
По данным переписи населения 2004 года, в селе Брэнешть проживает 2486 человек (1816 мужчин, 670 женщин).
Этнический состав села:
| Национальность | Число жителей | Процентный состав |
| -------------- | ------------- | ----------------- |
| молдаване      | 2093          | 84,19             |
| русские        | 181           | 7,28              |
| украинцы       | 125           | 5,03              |
| гагаузы        | 38            | 1,53              |
| болгары        | 13            | 0,52              |
| цыгане         | 12            | 0,48              |
| румыны         | 4             | 0,16              |
| поляки         | 1             | 0,04              |
| евреи          | 1             | 0,04              |
| прочие         | 18            | 0,72              |
| Всего          | 2486          | 100 %             |

## Археология
Из 98 грунтовых погребений Бранештского могильника, оставленного восточнославянским населением, три являлись урновыми трупосожжениями. В одном из них в качестве урн использовался лепной славянский горшок лука-райковецкой культуры. Кальцинированные кости двух других погребений находились в раннегончарных горшках. При этом все погребения с трупоположениями ориентированы головой на запад с незначительными сезонными отклонениями. М. С. Великанова выявила отчётливое сходство физического облика поднестровских славян с относительно широколицыми популяциями древнерусского населения, и в первую очередь — с древлянами. Очень существенны антропологические различия между населением, оставившим Бранештский могильник, и его южными и западными соседями — носителями балкано-дунайской археологической культуры, включающей тюрко-болгарский компонент, и славянами Карпатских земель и Балканского полуострова.